# Alissa Baranowska
Alissa Baranowska (ukrainisch Алісса Барановська, englisch Alisa Baranovska; * 26. April 2005) ist eine ukrainische Tennisspielerin.

## Karriere
Baranowska spielt bislang überwiegend Turniere auf der ITF Women’s World Tennis Tour, wo sie bisher einen Einzeltitel gewonnen hat.
2019 erreichte sie bei den Tennis Europe Junior Masters den siebten Platz.

## Turniersiege

### Einzel
| Nr. | Datum             | Turnier | Kategorie | Belag | Finalgegnerin       | Ergebnis |
| --- | ----------------- | ------- | --------- | ----- | ------------------- | -------- |
| 1.  | 3. September 2023 | Brasov  | ITF W15   | Sand  | Nicole Fossa Huergo | 6:3, 6:3 |